# Zvonění na mraky
Zvonění na mraky se nazývá vyzvánění kostelním zvonem, jehož účelem bylo odehnat nepříznivé počasí. Tento zvyk má prastaré kořeny ve víře, že zlé přírodní síly lze odehnat velkým hlukem. 
V minulosti se zvonilo např. na:
- bouři
- kroupy
- mrazy
- vichřici
- dlouho trvající déšť
- dlouhé sucho

Už před vznikem zvonů se lidé pokoušeli zahánět nepříznivé počasí magickými praktikami, jejichž součástí bylo způsobení hluku. Tento zvyk je rozšířen i mimo Evropu u přírodních národů.
Z doby císaře Kaliguly máme doloženo, že císař nařídil střílet proti nebi z luku a praků, aby tak byla rozehnána mračna. 
V r. 280 papež Felix doporučil tuto praktiku nahradit zvoněním. U zvonu je víra v odpuzující sílu umocněna tím, že je to posvěcený předmět. V obcích, kde k tomuto účelu zvon neměli, se užívalo i jiných prostředků - na mraky se práskalo bičem, troubilo buď na trubku nebo i na mušli, zpravidla posvěcenou (troubení zajišťoval obecní ponocný), nebo si obec najala zaklínače mračen. Někteří tito hadači prý dokázali použít zvon i k tomu, aby obci déšť přivolali.
Někde lidé věřili, že kam až doletí hlas zvonů, tam blesk či bouřka nezpůsobí žádnou škodu. Protože to samozřejmě pokaždé nepomáhalo, ke zvyku byly připojovány ještě další praktiky, jež bylo třeba dodržet - zvonit se muselo ve správnou chvíli, nikdy umíráčkem, ve správném rytmu, někdy jen určitá osoba. 
Jaký význam lid přikládal zvonění na mraky, dokládá zpráva z Pňova, kde byl r. 1742 vypálen kostel Nanebevzetí Panny Marie nepřátelským vojskem, přičemž byly všechny tři zvony zničeny. Když potom r. 1754 bylo celé okolí zničeno strašným krupobitím, lid si stěžoval, že k tomu došlo proto, že nemohli zvonit na mraky, a tak byly urychleně objednány nové zvony, které r. 1756 dodal zvonař Jan Krištof Löhner.
Odpuzovat bouři pomocí zvonu u nás zakázal císař Josef II. s odůvodněním, že rozhoupaný zvon blesky přitahuje, místo aby je odháněl. Nutno ovšem dodat, že s touto reformou příliš neuspěl a zejména v malých vsích se zvonění na mraky praktikovalo až do dob I. světové války, na Chodsku je zvyk doložen ještě za I. republiky. Dnes se tato tradice v některých obcích znovu navrací. Jako například v Městě Touškově a dalších. Vždy má jít o menší zvon. 